# روبرت غلينتا
روبرت غلينتا (بالرومانية: Robert Glință)‏ (مواليد 18 أبريل 1997) هو سبّاح روماني، مثّل بلاده في الألعاب الأولمبية الصيفية 2016.

## روابط خارجية
روبرت غلينتا على موقع الاتحاد الدولي للسباحة (الإنجليزية)
- روبرت غلينتا على موقع SwimRankings.net (الإنجليزية)
- روبرت غلينتا على موقع اللجنة الأولمبية الدولية (الإنجليزية)
- روبرت غلينتا على موقع أوليمبيديا (الإنجليزية)
- روبرت غلينتا على موقع اللجنة الأولمبية الرومانية (الرومانية)